# 新潟県立看護短期大学
新潟県立看護短期大学（にいがたけんりつかんごたんきだいがく、英語: Niigata Junior College of Nursing）は、新潟県上越市新南町240に本部を置いていた日本の公立大学である。1994年に設置され、2005年に廃止された。大学の略称はNCN。

## 概要

### 大学全体
- 新潟県上越市に所在した日本の公立短期大学で、設置主体は新潟県[注 2]。
- 1994年に開学[3]。入学定員は100名、専攻科は合計60名体制をとる。
- 2001年度の入学生を最後に[注釈 2]、2005年に短期大学としての使命を終える[注釈 3]。

### 建学の精神（校訓・理念・学是）
- 新潟県立看護短期大学の教育理念は「生命の尊厳という価値観に立ち、科学性と豊かな人間性、柔軟な感性を持った資質の高い看護専門家を育成する。」となっていた。

### 教育および研究
- 新潟県立看護短期大学は学名通り、看護教育に特化した短大となっていた。新潟県立中央病院での臨床実習も行われていた。

### 学風および特色
- 新潟県立看護短期大学は、「身体面のみならず患者の心のケアができるカウンセリング的関わりのもてる人材育成」が教育目的とされていた。
- 男女共学だった。
- 1994年に開学した唯一の短大となっていた。

## 沿革
- 1977年
  - 4月1日 専修学校として新潟県立中央病院附属看護専門学校を開校[注 3]。
- 同年 専修学校として新潟県公衆衛生看護学校開校（新潟市水道町2-808-9）
- 1993年
  - 12月21日 左記を以て文部省[注 4]より短期大学の設置が認可される
- 1994年
  - 4月1日 新潟県立看護短期大学が以下の学科体制にて開学[8]。
    - 看護学科 入学定員100名[注 5]
- 1997年
  - 4月1日 専攻科の設置が認められ、以下の課程を設ける[9]
    - 地域看護学専攻 入学定員45名
    - 助産学専攻 入学定員15名
- 2001年
  - 4月1日 この年度で短期大学としての学生募集を最終とする[注釈 2]。
- 2005年
  - 4月26日 左記をもって正式に廃止となる[注釈 3]。

## 基礎データ

### 所在地
- 新潟県上越市新南町240[注釈 1]

### 象徴
- 新潟県立看護短期大学のカレッジマークは、円の中にサクラの花弁（「天使の羽」をも意味する）が描かれたものとなっていた。円は、上越の豊かな自然を表すとともに「協調・安定・円満」といった意味も込められたものとなっていた。サクラでもあり天使の羽でもあるマークは、優しく命を包み温かな思いやりの心と、未来に向かって伸び行く賢く強い看護精神を象徴したものとされていた[10]。
- 大学歌は杉みき子が作詞、後藤丹が作曲したものとなっていた[11]。
- スクールカラーは、スカイブルー（澄んだ空気、青い海や川）とピンク（さくら、ハート）が使用され、全体的にやさしくさわやかで、いきいきとした明るいイメージを表現したものとなっていた[10]。

## 教育および研究

### 組織

#### 学科
- 看護学科 入学定員100名[注 6]

#### 専攻科
- 地域看護学専攻 入学定員45名[14]
- 助産学専攻 入学定員15名

#### 別科
- なし

#### 取得資格について
受験資格
- 看護師：看護学科
- 保健師：専攻科地域看護学専攻
- 助産師：専攻科助産学専攻

#### 年度別学生数
- 学生数は、その該当年度の5月1日におけるデータである。

| -      | 入学定員 | 総定員 | 学生数    | 出典   |
| ------ | -------- | ------ | --------- | ------ |
| 1994年 | 100      | 100    | 男1 女99  | [ 15 ] |
| 1995年 | 100      | 200    | 男4 女196 | [ 16 ] |
| 1996年 | 100      | 300    | 男5 女292 | [ 17 ] |
| 1997年 | 100      | 300    | 男5 女290 | [ 18 ] |
| 1998年 | 100      | 300    | 男7 女291 | [ 19 ] |
| 1999年 | 100      | 300    | 男6 女293 | [ 20 ] |

### 研究
- 『新潟県立看護短期大学紀要』[21]

## 学生生活

### 部活動・クラブ活動・サークル活動
- 新潟県立看護短期大学で活動していたクラブ活動[22]
  - 体育系：バスケットボール・テニス・バレーボール・バドミントンほか
  - 文化系：合唱・ボランティア・手話・バンドほか

### 学園祭
- 新潟県立看護短期大学の学園祭は「桜桃祭」と呼ばれ例年、11月に行なわれていた[11]。

## 施設

### キャンパス
- 設備：当時、図書館棟・管理研究棟・第一教育棟・第二教育棟・体育館棟・グラウンド・テニスコートなどがあった[22]。
- 開学時、上越教育大学教授　川島章弘氏の熱心な要請により、情報教育施設が設置され、同時にインターネット環境等も整備された。
- 当時の看護婦養成学校としては全国的にも先進的で、開学当初から学生が情報をインターネットからも収集し、報告書をワープロソフトや表計算ソフトでまとめる姿が見られた[23]。
- このため、1期生の卒業当初から新潟県内医療現場でのＩＣＴ操作に長けた卒業生は評価された。

### 学生食堂
- 新潟県立看護短期大学の学生食堂（学食）の収容人数は100人となっており、日替わり定食やそば・うどん・カレーライスなどがあった[22]。

### 寮
- 新潟県立看護短期大学には学生寮はなく、遠隔地出身者は短大から斡旋されたアパートを利用することになっていた[24]。

## 対外関係

### 系列校
- 県立新潟女子短期大学

## 卒業後の進路について

### 就職について
- ほぼ全員が看護職として就職している。県内の病院への就職者が多いものとなっていた。

### 編入学･進学実績
- 新潟県立看護短期大学をはじめ他の短期大学専攻科への進学者が多かった。ほか、国立大学養護教諭別科への進学者もいた。

## 関連サイト
- 新潟県立看護短期大学